# Victor Auclair
Pour les articles homonymes, voir Auclair.
Victor Auclair (Jean Victor Auclair) est un architecte français, né le 7 décembre 1866 à Commentry (Allier) et mort le 19 mars 1928 à Hossegor (Landes). Il est surtout connu pour les bâtiments qu'il a construits au Chili, après le tremblement de terre de 1906. C'est le père de l'écrivain Marcelle Auclair.

## Biographie
Victor Auclair était issu d'une famille bourbonnaise de la région de Chavenon et de Murat. Son père, Gilbert Auclair, charpentier, s'était établi à Commentry, où il avait une entreprise de scierie.
Après son baccalauréat, il choisit la voie du compagnonnage ; il suit l'enseignement de l'École de Trait, que Pierre-François Guillon avait fondée à Romanèche-Thorins, en Saône-et-Loire. Au terme de sa formation, il est reçu compagnon-charpentier du Devoir de liberté ; son nom de compagnon est « Bourbonnais, l'enfant du progrès ». Il entreprend ensuite des études d'architecture à l'École des Beaux-Arts de Paris et obtient son diplôme d'architecte en 1893.
Lorsque son père mourut, en 1897, Victor Auclair prit la direction de la scierie.
De sa femme, Eugénie Rateau, qu'il a épousée à Montluçon le 6 février 1899, il a eu Marcelle, née en novembre 1899.
En 1906, il partit au Chili, qui venait d'être ravagé par un tremblement de terre. Il y resta jusqu'en 1924.
Après son retour en France, il s'établit à Hossegor, dans les Landes. Il y réalisa de nombreuses villas.
Il est enterré au cimetière d'Étiolles (Essonne), où sa fille Marcelle avait une maison.

## Œuvre architecturale
Spécialiste de la construction en béton armé, il l'adapta à la réalisation de bâtiments capables de résister aux tremblements de terre.
- Chapelle de la Providence à Valparaíso (Capilla de la casa de la Providencia), dont la construction a commencé en 1917.
- Église de Los Sacramentinos de Santiago de Chile.
- Club équestre de Santiago de Chile (Club Hípico de Santiago), 1916.

Malgré le caractère novateur de l'utilisation du béton armé, le béton utilisé à cette époque ne présentait pas toutes les qualités requises et certains bâtiments, comme la Chapelle de la Providence en 1985, ont gravement souffert de séismes ultérieurs.
Une exposition au musée départemental du compagnonnage de Romanèche-Thorins a été consacrée en 2012 à son œuvre au Chili  : « Sur les pas d'un architecte français au Chili, Victor Auclair ».